# Castianeira peregrina
Castianeira peregrina is een spinnensoort uit de familie van de loopspinnen (Corinnidae).
De wetenschappelijke naam van de soort werd in 1935 als Mazax peregrina gepubliceerd door Willis John Gertsch.